# Wahlbezirk Nordwestitalien
Der Wahlbezirk Nordwestitalien (circoscrizione Italia nord–occidentale) ist ein Wahlbezirk (circoscrizione elettorale) für die Wahl der Mitglieder des Europäischen Parlaments für Italien.
Er besteht seit 1979 und umfasst die folgenden Regionen:
- Piemont;
- Aostatal;
- Ligurien;
- Lombardei.

## Wahlergebnisse

### Wahl 1979
| Listen                   | Listen                                        | Stimmen    | %    | Mandate |
| ------------------------ | --------------------------------------------- | ---------- | ---- | ------- |
|                          | Democrazia Cristiana                          | 3.423.574  | 34,3 | 8       |
|                          | Partito Comunista Italiano                    | 2.856.313  | 28,7 | 7       |
|                          | Partito Socialista Italiano                   | 1.240.108  | 12,4 | 3       |
|                          | Partito Liberale Italiano                     | 625.173    | 6,3  | 2       |
|                          | Partito Socialista Democratico Italiano       | 468.155    | 4,7  | 1       |
|                          | Partito Radicale                              | 410.716    | 4,1  | 1       |
|                          | Movimento Sociale Italiano – Destra Nazionale | 333.559    | 3,3  | 1       |
|                          | Partito Repubblicano Italiano                 | 297.865    | 3,0  | 1       |
|                          | Partito di Unità Proletaria per il Comunismo  | 111.073    | 1,1  | –       |
|                          | Democrazia Proletaria                         | 91.576     | 0,9  | 1       |
|                          | Federalismo                                   | 79.595     | 0,8  | –       |
|                          | Costituente di Destra – Democrazia Nazionale  | 30.160     | 0,3  | –       |
| Gesamt                   | Gesamt                                        | 9.967.867  | 100  | 25      |
|                          |                                               |            |      |         |
| Ungültige Stimmen        | Ungültige Stimmen                             | 351.093    | 3,4  |         |
| Wähler                   | Wähler                                        | 10.318.960 | 88,7 |         |
| Wahlberechtigte          | Wahlberechtigte                               | 11.627.452 |      |         |
|                          |                                               |            |      |         |
| Quelle: Innenministerium |                                               |            |      |         |

Vgl. Ungültige Stimmen: 361.261 statt 351.093.

### Wahl 1984
| Listen                   | Listen                                        | Stimmen    | %    | Mandate |
| ------------------------ | --------------------------------------------- | ---------- | ---- | ------- |
|                          | Democrazia Cristiana                          | 3.216.336  | 32,5 | 7       |
|                          | Partito Comunista Italiano                    | 3.142.339  | 31,7 | 7       |
|                          | Partito Socialista Italiano                   | 1.217.774  | 12,3 | 3       |
|                          | PLI – PRI                                     | 898.821    | 9,1  | 2       |
|                          | Movimento Sociale Italiano – Destra Nazionale | 451.031    | 4,6  | 1       |
|                          | Partito Radicale                              | 398.053    | 4,0  | 1       |
|                          | Partito Socialista Democratico Italiano       | 324.948    | 3,3  | 1       |
|                          | Democrazia Proletaria                         | 189.838    | 1,9  | 1       |
|                          | Federalismo                                   | 35.346     | 0,4  | –       |
|                          | Liga Veneta                                   | 30.275     | 0,3  | –       |
| Gesamt                   | Gesamt                                        | 9.904.761  | 100  | 23      |
|                          |                                               |            |      |         |
| Ungültige Stimmen        | Ungültige Stimmen                             | 532.579    | 5,1  |         |
| Wähler                   | Wähler                                        | 10.437.340 | 86,5 |         |
| Wahlberechtigte          | Wahlberechtigte                               | 12.070.999 |      |         |
|                          |                                               |            |      |         |
| Quelle: Innenministerium |                                               |            |      |         |

### Wahl 1989
| Listen                   | Listen                                        | Stimmen    | %    | Mandate |
| ------------------------ | --------------------------------------------- | ---------- | ---- | ------- |
|                          | Democrazia Cristiana                          | 2.907.623  | 30,2 | 7       |
|                          | Partito Comunista Italiano                    | 2.423.549  | 25,2 | 5       |
|                          | Partito Socialista Italiano                   | 1.465.601  | 15,2 | 4       |
|                          | Lega Lombarda                                 | 542.201    | 5,6  | 2       |
|                          | PLI – PRI                                     | 498.434    | 5,2  | 1       |
|                          | Movimento Sociale Italiano – Destra Nazionale | 430.021    | 4,5  | 1       |
|                          | Lista Verde                                   | 387.387    | 4,0  | 1       |
|                          | Verdi Arcobaleno                              | 281.428    | 2,9  | 1       |
|                          | Partito Socialista Democratico Italiano       | 228.293    | 2,4  | 1       |
|                          | Partito Pensionati                            | 162.293    | 1,7  | –       |
|                          | Democrazia Proletaria                         | 152.116    | 1,6  | 1       |
|                          | Lista Antiproibizionista                      | 111.285    | 1,2  | 1       |
|                          | Federalismo                                   | 43.532     | 0,5  | –       |
| Gesamt                   | Gesamt                                        | 9.633.763  | 100  | 25      |
|                          |                                               |            |      |         |
| Ungültige Stimmen        | Ungültige Stimmen                             | 772.304    | 7,4  |         |
| Wähler                   | Wähler                                        | 10.406.067 | 83,9 |         |
| Wahlberechtigte          | Wahlberechtigte                               | 12.399.499 |      |         |
|                          |                                               |            |      |         |
| Quelle: Innenministerium |                                               |            |      |         |

### Wahl 1994
| Listen                   | Listen                                             | Stimmen    | %    | Mandate |
| ------------------------ | -------------------------------------------------- | ---------- | ---- | ------- |
|                          | Forza Italia                                       | 3.246.029  | 34,5 | 9       |
|                          | Lega Nord                                          | 1.393.415  | 14,8 | 4       |
|                          | Partito Democratico della Sinistra                 | 1.364.811  | 14,5 | 3       |
|                          | Partito Popolare Italiano                          | 870.597    | 9,3  | 2       |
|                          | Alleanza Nazionale                                 | 645.534    | 6,9  | 2       |
|                          | Partito della Rifondazione Comunista               | 549.234    | 5,8  | 2       |
|                          | Federazione dei Verdi                              | 318.211    | 3,4  | 1       |
|                          | Patto Segni                                        | 275.040    | 2,9  | 1       |
|                          | Lista Pannella – Riformatori                       | 260.303    | 2,8  | 1       |
|                          | Partito Socialista Italiano – Alleanza Democratica | 126.293    | 1,3  | –       |
|                          | Lega d’Azione Meridionale                          | 68.072     | 0,7  | –       |
|                          | Lega Alpina Lumbarda                               | 63.171     | 0,7  | –       |
|                          | Partito Socialista Democratico Italiano            | 49.325     | 0,5  | –       |
|                          | La Rete                                            | 48.245     | 0,5  | –       |
|                          | Partito Repubblicano Italiano                      | 42.109     | 0,4  | –       |
|                          | Liberali                                           | 37.511     | 0,4  | –       |
|                          | Federalismo                                        | 37.443     | 0,4  | –       |
| Gesamt                   | Gesamt                                             | 9.395.343  | 100  | 25      |
|                          |                                                    |            |      |         |
| Ungültige Stimmen        | Ungültige Stimmen                                  | 594.676    | 6,0  |         |
| Wähler                   | Wähler                                             | 9.990.019  | 78,4 |         |
| Wahlberechtigte          | Wahlberechtigte                                    | 12.746.127 |      |         |
|                          |                                                    |            |      |         |
| Quelle: Innenministerium |                                                    |            |      |         |

### Wahl 1999
| Listen                   | Listen                                                     | Stimmen    | %    | Mandate |
| ------------------------ | ---------------------------------------------------------- | ---------- | ---- | ------- |
|                          | Forza Italia                                               | 2.574.092  | 29,5 | 7       |
|                          | Democratici di Sinistra                                    | 1.221.331  | 14,0 | 3       |
|                          | Lista Emma Bonino                                          | 1.042.515  | 12,0 | 3       |
|                          | Lega Nord                                                  | 916.886    | 10,5 | 3       |
|                          | I Democratici                                              | 632.014    | 7,3  | 2       |
|                          | Alleanza Nazionale – Patto Segni                           | 581.352    | 6,7  | 2       |
|                          | Partito della Rifondazione Comunista                       | 375.881    | 4,3  | 1       |
|                          | Partito Popolare Italiano                                  | 215.637    | 2,5  | 1       |
|                          | Cristiani Democratici Uniti                                | 192.294    | 2,2  | 1       |
|                          | Partito dei Comunisti Italiani                             | 187.858    | 2,2  | 1       |
|                          | Federazione dei Verdi                                      | 159.568    | 1,8  | 1       |
|                          | Socialisti Democratici Italiani                            | 111.600    | 1,3  | –       |
|                          | Fiamma Tricolore                                           | 106.851    | 1,2  | –       |
|                          | Centro Cristiano Democratico                               | 100.378    | 1,2  | –       |
|                          | Partito Pensionati                                         | 97.073     | 1,1  | 1       |
|                          | Rinnovamento Italiano                                      | 59.178     | 0,7  | –       |
|                          | Federalismo                                                | 40.970     | 0,5  | –       |
|                          | Udeur                                                      | 35.189     | 0,4  | –       |
|                          | Partito Repubblicano Italiano – Liberali                   | 31.525     | 0,4  | –       |
|                          | Lega delle Regioni – PSd’Az – Partito Consumatori Italiani | 10.731     | 0,1  | –       |
|                          | Partito Umanista                                           | 10.069     | 0,1  | –       |
|                          | Lega d’Azione Meridionale                                  | 9.864      | 0,1  | –       |
| Gesamt                   | Gesamt                                                     | 8.712.856  | 100  | 26      |
|                          |                                                            |            |      |         |
| Ungültige Stimmen        | Ungültige Stimmen                                          | 761.178    | 8,0  |         |
| Wähler                   | Wähler                                                     | 9.474.034  | 74,0 |         |
| Wahlberechtigte          | Wahlberechtigte                                            | 12.796.526 |      |         |
|                          |                                                            |            |      |         |
| Quelle: Innenministerium |                                                            |            |      |         |

### Wahl 2004
| Listen                   | Listen                                                | Stimmen    | %    | Mandate |
| ------------------------ | ----------------------------------------------------- | ---------- | ---- | ------- |
|                          | Uniti nell’Ulivo                                      | 2.521.411  | 28,3 | 6       |
|                          | Forza Italia                                          | 2.167.169  | 24,3 | 5       |
|                          | Lega Nord                                             | 995.057    | 11,2 | 3       |
|                          | Alleanza Nazionale                                    | 697.932    | 7,8  | 2       |
|                          | Partito della Rifondazione Comunista                  | 529.564    | 5,9  | 1       |
|                          | Unione dei Democratici Cristiani                      | 358.066    | 4,0  | 1       |
|                          | Lista Emma Bonino                                     | 251.650    | 2,8  | 1       |
|                          | Federazione dei Verdi                                 | 202.445    | 2,3  | 1       |
|                          | Partito dei Comunisti Italiani                        | 197.531    | 2,2  | 1       |
|                          | Lista Di Pietro – Occhetto                            | 171.329    | 1,9  | 1       |
|                          | Partito Pensionati                                    | 157.376    | 1,8  | 1       |
|                          | Socialisti Uniti per l’Europa                         | 127.835    | 1,4  | –       |
|                          | Alternativa Sociale                                   | 90.427     | 1,0  | –       |
|                          | LpA-AL – Liga Fronte Veneto – PSd’Az – UfS            | 80.437     | 0,9  | –       |
|                          | No Euro                                               | 70.220     | 0,8  | –       |
|                          | Lista Consumatori                                     | 68.345     | 0,8  | –       |
|                          | Verdi Verdi – Abolizione Scorporo – Verdi Federalisti | 44.895     | 0,5  | –       |
|                          | Fiamma Tricolore                                      | 43.591     | 0,5  | –       |
|                          | Partito Repubblicano Italiano – I Liberal             | 42.547     | 0,5  | –       |
|                          | Federalismo                                           | 29.598     | 0,3  | –       |
|                          | Udeur                                                 | 27.824     | 0,3  | –       |
|                          | Patto Segni-Scognamiglio                              | 26.132     | 0,3  | –       |
|                          | Movimento Idea Sociale                                | 12.700     | 0,1  | –       |
|                          | Paese Nuovo – Democrazia Cristiana                    | 6.477      | 0,1  | –       |
| Gesamt                   | Gesamt                                                | 8.920.558  | 100  | 23      |
|                          |                                                       |            |      |         |
| Ungültige Stimmen        | Ungültige Stimmen                                     | 679.533    | 7,1  |         |
| Wähler                   | Wähler                                                | 9.600.091  | 75,0 |         |
| Wahlberechtigte          | Wahlberechtigte                                       | 12.797.155 |      |         |
|                          |                                                       |            |      |         |
| Quelle: Innenministerium |                                                       |            |      |         |

| Listen                                         | Listen                               | Kandidaten                | Stimmen |
| ---------------------------------------------- | ------------------------------------ | ------------------------- | ------- |
|                                                | Uniti nell’Ulivo                     | Pier Luigi Bersani        | 342.683 |
| a Michele Santoro                              | Uniti nell’Ulivo                     | 203.591                   |         |
| Marta Vincenzi                                 | Uniti nell’Ulivo                     | 149.429                   |         |
| Patrizia Toia                                  | Uniti nell’Ulivo                     | 113.357                   |         |
| Mercedes Bresso                                | Uniti nell’Ulivo                     | 112.630                   |         |
| Antonio Panzeri                                | Uniti nell’Ulivo                     | 105.194                   |         |
| Pia Elda Locatelli                             | Uniti nell’Ulivo                     | 50.207                    |         |
|                                                | Forza Italia                         | ⭯ Silvio Berlusconi       | 719.210 |
| Gabriele Albertini                             | Forza Italia                         | 140.383                   |         |
| Mario Mauro                                    | Forza Italia                         | 86.769                    |         |
| Guido Podestà                                  | Forza Italia                         | 52.378                    |         |
| Mario Mantovani                                | Forza Italia                         | 47.550                    |         |
| Jas Gawronski                                  | Forza Italia                         | 34.533                    |         |
|                                                | Lega Nord                            | b Umberto Bossi           | 182.823 |
| Mario Borghezio                                | Lega Nord                            | 36.139                    |         |
| Francesco Speroni                              | Lega Nord                            | 32.045                    |         |
| Matteo Salvini                                 | Lega Nord                            | 14.707                    |         |
|                                                | Alleanza Nazionale                   | ⭯ Gianfranco Fini         | 231.285 |
| Romano Maria La Russa                          | Alleanza Nazionale                   | 66.521                    |         |
| Cristiana Muscardini                           | Alleanza Nazionale                   | 20.738                    |         |
|                                                | Partito della Rifondazione Comunista | a Fausto Bertinotti       | 80.418  |
| Vittorio Agnoletto                             | Partito della Rifondazione Comunista | 31.532                    |         |
|                                                | Unione dei Democratici Cristiani     | ⭯ Marco Follini           | 47.696  |
| Vito Bonsignore                                | Unione dei Democratici Cristiani     | 21.161                    |         |
|                                                | Lista Emma Bonino                    | b Emma Bonino             | 71.849  |
| Marco Pannella                                 | Lista Emma Bonino                    | 13.456                    |         |
|                                                | Federazione dei Verdi                | ⭯ Alfonso Pecoraro Scanio | 13.650  |
| Monica Frassoni                                | Federazione dei Verdi                | 8.549                     |         |
|                                                | Partito dei Comunisti Italiani       | Marco Rizzo               | 10.336  |
|                                                | Lista Di Pietro – Occhetto           | a Antonio Di Pietro       | 40.426  |
| ⭯ Achille Occhetto                             | Lista Di Pietro – Occhetto           | 13.857                    |         |
| Giulietto Chiesa                               | Lista Di Pietro – Occhetto           | 13.664                    |         |
|                                                | Partito Pensionati                   | Carlo Fatuzzo             | 10.761  |
|                                                |                                      |                           |         |
| ⭯ : Verzicht auf den Sitz                      |                                      |                           |         |
| Option a: Süditalien                           |                                      |                           |         |
| Option b: Nordostitalien                       |                                      |                           |         |
|                                                |                                      |                           |         |
| Quellen: Corte suprema di cassazione, Addendum |                                      |                           |         |

### Wahl 2009
| Listen                   | Listen                                                                | Stimmen    | %    | Mandate |
| ------------------------ | --------------------------------------------------------------------- | ---------- | ---- | ------- |
|                          | Il Popolo della Libertà                                               | 2.902.213  | 33,4 | 8       |
|                          | Partito Democratico                                                   | 2.002.790  | 23,0 | 5       |
|                          | Lega Nord                                                             | 1.684.842  | 19,4 | 5       |
|                          | Italia dei Valori                                                     | 636.296    | 7,3  | 2       |
|                          | Unione di Centro                                                      | 460.487    | 5,3  | 1       |
|                          | Partito della Rifondazione Comunista – Partito dei Comunisti Italiani | 261.271    | 3,0  | –       |
|                          | Lista Bonino–Pannella                                                 | 251.479    | 2,9  | –       |
|                          | Sinistra e Libertà                                                    | 182.951    | 2,1  | –       |
|                          | La Destra – MPA – Pensionati – ADC                                    | 71.327     | 0,8  | –       |
|                          | Partito Comunista dei Lavoratori                                      | 64.644     | 0,7  | –       |
|                          | Fiamma Tricolore                                                      | 56.531     | 0,7  | –       |
|                          | Forza Nuova                                                           | 45.503     | 0,5  | –       |
|                          | Vallée d’Aoste                                                        | 32.913     | 0,4  | –       |
|                          | Autonomie Liberté Démocratie                                          | 27.199     | 0,3  | –       |
|                          | Liberaldemocratici – MAIE                                             | 12.071     | 0,1  | –       |
| Gesamt                   | Gesamt                                                                | 8.692.517  | 100  | 21      |
|                          |                                                                       |            |      |         |
| Ungültige Stimmen        | Ungültige Stimmen                                                     | 424.699    | 4,7  |         |
| Wähler                   | Wähler                                                                | 9.117.216  | 71,1 |         |
| Wahlberechtigte          | Wahlberechtigte                                                       | 12.823.169 |      |         |
|                          |                                                                       |            |      |         |
| Quelle: Innenministerium |                                                                       |            |      |         |

### Wahl 2014
| Listen                   | Listen                                | Stimmen    | %    | Mandate |
| ------------------------ | ------------------------------------- | ---------- | ---- | ------- |
|                          | Partito Democratico                   | 3.240.825  | 40,6 | 9       |
|                          | Movimento 5 Stelle                    | 1.470.247  | 18,4 | 4       |
|                          | Forza Italia                          | 1.294.490  | 16,2 | 3       |
|                          | Lega Nord                             | 933.644    | 11,7 | 2       |
|                          | L’Altra Europa con Tsipras            | 305.078    | 3,8  | 1       |
|                          | Nuovo Centrodestra – Unione di Centro | 276.748    | 3,5  | 1       |
|                          | Fratelli d’Italia                     | 254.864    | 3,2  | –       |
|                          | Verdi Europei – Green Italia          | 81.781     | 1,0  | –       |
|                          | Scelta Europea                        | 53.447     | 0,7  | –       |
|                          | Italia dei Valori                     | 52.061     | 0,7  | –       |
|                          | Io Cambio – MAIE                      | 14.889     | 0,2  | –       |
| Gesamt                   | Gesamt                                | 7.978.074  | 100  | 20      |
|                          |                                       |            |      |         |
| Ungültige Stimmen        | Ungültige Stimmen                     | 411.053    | 4,9  |         |
| Wähler                   | Wähler                                | 8.389.127  | 65,3 |         |
| Wahlberechtigte          | Wahlberechtigte                       | 12.851.872 |      |         |
|                          |                                       |            |      |         |
| Quelle: Innenministerium |                                       |            |      |         |

### Wahl 2019
| Listen                   | Listen                                          | Stimmen    | %    | Mandate |
| ------------------------ | ----------------------------------------------- | ---------- | ---- | ------- |
|                          | Lega per Salvini Premier                        | 3.193.908  | 40,6 | 9       |
|                          | Partito Democratico – Siamo Europei             | 1.849.085  | 23,5 | 5       |
|                          | Movimento 5 Stelle                              | 873.749    | 11,1 | 2       |
|                          | Forza Italia                                    | 691.037    | 8,8  | 2       |
|                          | Fratelli d’Italia                               | 443.763    | 5,6  | 2       |
|                          | +Europa – Italia in Comune – PDE Italia         | 249.778    | 3,2  | –       |
|                          | Europa Verde                                    | 193.394    | 2,5  | –       |
|                          | La Sinistra                                     | 116.507    | 1,5  | –       |
|                          | Partito Comunista                               | 64.360     | 0,8  | –       |
|                          | Partito Animalista Italiano                     | 51.360     | 0,7  | –       |
|                          | Il Popolo della Famiglia – Alternativa Popolare | 35.660     | 0,5  | –       |
|                          | Popolari per l’Italia                           | 26.069     | 0,3  | –       |
|                          | CasaPound – Destre Unite                        | 25.683     | 0,3  | –       |
|                          | Partito Pirata                                  | 20.009     | 0,3  | –       |
|                          | Autonomie per l’Europa                          | 17.692     | 0,2  | –       |
|                          | Forza Nuova                                     | 13.353     | 0,2  | –       |
| Gesamt                   | Gesamt                                          | 7.865.407  | 100  | 20      |
|                          |                                                 |            |      |         |
| Ungültige Stimmen        | Ungültige Stimmen                               | 276.019    | 3,4  |         |
| Wähler                   | Wähler                                          | 8.141.426  | 62,7 |         |
| Wahlberechtigte          | Wahlberechtigte                                 | 12.991.551 |      |         |
|                          |                                                 |            |      |         |
| Quelle: Innenministerium |                                                 |            |      |         |

| Listen                              | Listen                   | Kandidaten        | Stimmen |
| ----------------------------------- | ------------------------ | ----------------- | ------- |
|                                     | Lega per Salvini Premier | ⭯ Matteo Salvini  | 696.027 |
| Angelo Ciocca                       | Lega per Salvini Premier | 89.767            |         |
| Silvia Sardone                      | Lega per Salvini Premier | 44.971            |         |
| Isabella Tovaglieri                 | Lega per Salvini Premier | 32.395            |         |
| Danilo Lancini                      | Lega per Salvini Premier | 21.959            |         |
| Gianna Gancia                       | Lega per Salvini Premier | 19.194            |         |
| Stefania Zambelli                   | Lega per Salvini Premier | 18.739            |         |
| Alessandro Panza                    | Lega per Salvini Premier | 18.206            |         |
| Marco Zanni                         | Lega per Salvini Premier | 18.020            |         |
| Marco Campomenosi                   | Lega per Salvini Premier | 17.788            |         |
|                                     | Partito Democratico      | Giuliano Pisapia  | 269.657 |
| Irene Tinagli                       | Partito Democratico      | 106.710           |         |
| Pierfrancesco Majorino              | Partito Democratico      | 93.538            |         |
| Patrizia Toia                       | Partito Democratico      | 79.795            |         |
| Brando Benifei                      | Partito Democratico      | 51.730            |         |
|                                     | Movimento 5 Stelle       | Eleonora Evi      | 17.067  |
| Tiziana Beghin                      | Movimento 5 Stelle       | 15.039            |         |
|                                     | Forza Italia             | Silvio Berlusconi | 187.612 |
| Massimiliano Salini                 | Forza Italia             | 37.229            |         |
|                                     | Fratelli d’Italia        | ⭯ Giorgia Meloni  | 92.857  |
| Carlo Fidanza                       | Fratelli d’Italia        | 10.925            |         |
| Pietro Fiocchi                      | Fratelli d’Italia        | 9.339             |         |
|                                     |                          |                   |         |
| ⭯ : Verzicht auf den Sitz           |                          |                   |         |
|                                     |                          |                   |         |
| Quelle: Corte suprema di cassazione |                          |                   |         |

### Wahl 2024
| Listen                   | Listen                      | Stimmen    | %    | Mandate |
| ------------------------ | --------------------------- | ---------- | ---- | ------- |
|                          | Fratelli d’Italia           | 2.086.659  | 30,8 | 7       |
|                          | Partito Democratico         | 1.561.797  | 23,1 | 5       |
|                          | Lega per Salvini Premier    | 802.884    | 11,9 | 3       |
|                          | Forza Italia – Noi Moderati | 634.028    | 9,4  | 2       |
|                          | Alleanza Verdi e Sinistra   | 484.001    | 7,2  | 2       |
|                          | Movimento 5 Stelle          | 455.251    | 6,7  | 1       |
|                          | Azione – Siamo Europei      | 256.269    | 3,8  | –       |
|                          | Stati Uniti d’Europa        | 256.083    | 3,8  | –       |
|                          | Pace Terra Dignità          | 140.701    | 2,1  | –       |
|                          | Libertà                     | 50.627     | 0,7  | –       |
|                          | Alternativa Popolare        | 23.666     | 0,3  | –       |
|                          | Rassemblement Valdôtain     | 14.457     | 0,2  | –       |
| Gesamt                   | Gesamt                      | 6.766.423  | 100  | 20      |
|                          |                             |            |      |         |
| Ungültige Stimmen        | Ungültige Stimmen           | 363.631    | 5,1  |         |
| Wähler                   | Wähler                      | 7.130.054  | 54,3 |         |
| Wahlberechtigte          | Wahlberechtigte             | 13.133.282 |      |         |
|                          |                             |            |      |         |
| Quelle: Innenministerium |                             |            |      |         |

| Listen                              | Listen                    | Kandidaten       | Stimmen |
| ----------------------------------- | ------------------------- | ---------------- | ------- |
|                                     | Fratelli d’Italia         | ⭯ Giorgia Meloni | 624.855 |
| Carlo Fidanza                       | Fratelli d’Italia         | 50.802           |         |
| Mario Mantovani                     | Fratelli d’Italia         | 39.077           |         |
| Giovanni Crosetto                   | Fratelli d’Italia         | 34.006           |         |
| Lara Magoni                         | Fratelli d’Italia         | 20.401           |         |
| Pietro Fiocchi                      | Fratelli d’Italia         | 19.172           |         |
| Mariateresa Vivaldini               | Fratelli d’Italia         | 18.796           |         |
| Paolo Inselvini                     | Fratelli d’Italia         | 16.844           |         |
|                                     | Partito Democratico       | Cecilia Strada   | 284.756 |
| Giorgio Gori                        | Partito Democratico       | 211.402          |         |
| a Alessandro Zan                    | Partito Democratico       | 86.046           |         |
| Irene Tinagli                       | Partito Democratico       | 78.931           |         |
| Brando Benifei                      | Partito Democratico       | 64.827           |         |
| Pierfrancesco Maran                 | Partito Democratico       | 45.468           |         |
|                                     | Lega per Salvini Premier  | Roberto Vannacci | 186.950 |
| Silvia Sardone                      | Lega per Salvini Premier  | 75.241           |         |
| Isabella Tovaglieri                 | Lega per Salvini Premier  | 40.014           |         |
|                                     | Forza Italia              | ⭯ Antonio Tajani | 107.260 |
| Letizia Moratti                     | Forza Italia              | 41.970           |         |
| Massimiliano Salini                 | Forza Italia              | 36.679           |         |
|                                     | Alleanza Verdi e Sinistra | Ilaria Salis     | 127.247 |
| b Domenico Lucano                   | Alleanza Verdi e Sinistra | 46.470           |         |
| c Ignazio Marino                    | Alleanza Verdi e Sinistra | 22.368           |         |
| Benedetta Scuderi                   | Alleanza Verdi e Sinistra | 20.685           |         |
|                                     | Movimento 5 Stelle        | Gaetano Pedullà  | 15.921  |
|                                     |                           |                  |         |
| ⭯ : Verzicht auf den Sitz           |                           |                  |         |
| Option a: Wahlbezirk Nordostitalien |                           |                  |         |
| Option b: Wahlbezirk Süditalien     |                           |                  |         |
| Option c: Wahlbezirk Mittelitalien  |                           |                  |         |
|                                     |                           |                  |         |
| Quelle: Corte suprema di cassazione |                           |                  |         |